# نهمین دوره جوایز بازی بفتا

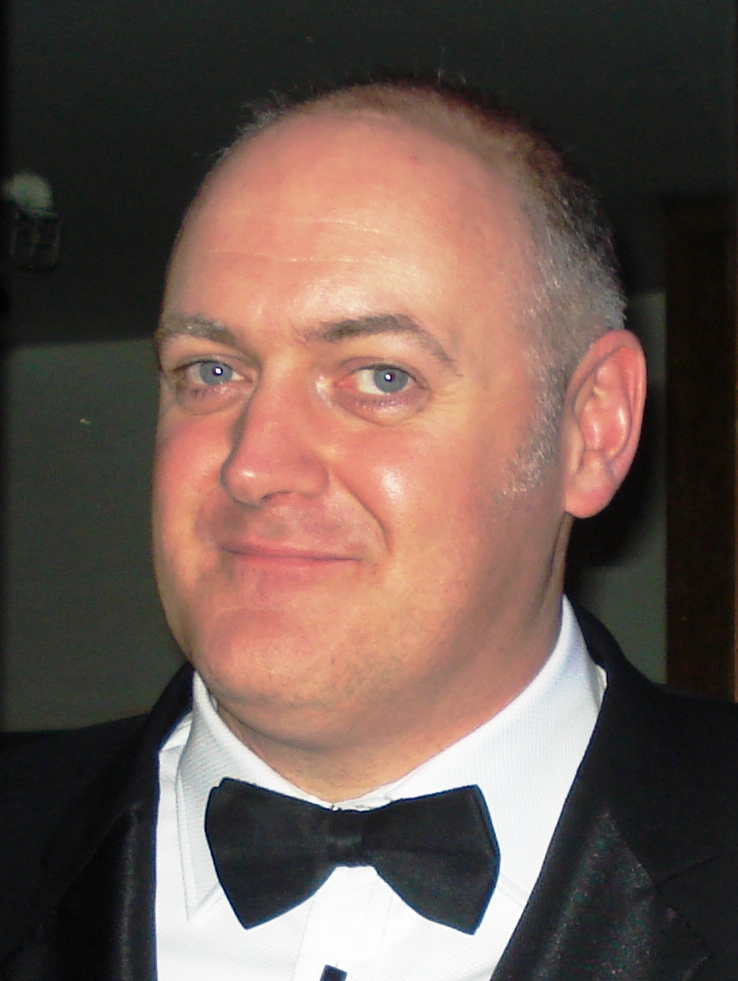
دارا اوبراین ۲۰۱۱

نهمین دوره جوایز بازی آکادمی بریتانیا (به انگلیسی: 9th British Academy Games Awards) نام نهمین دوره اعطای جوایز در بخش بازی‌های ویدئویی در بریتانیا است که توسط بفتا برگزار می‌شود. در این دوره، بازی‌های سفر، فار کرای ۳ و مردگان متحرک بیشترین جوایز را در رشته‌های مختلف دریافت نمودند.